# 冈库尔-圣艾蒂安
冈库尔-圣艾蒂安（法語：Gancourt-Saint-Étienne，法語發音：[ɡɑ̃kuʁ sɛ̃.t‿etjɛn]）是法国滨海塞纳省的一个市镇，属于迪耶普区。

## 地理
冈库尔-圣艾蒂安（49°32'53"N, 1°42'31"E）面积12.48 平方千米，位于法国诺曼底大区滨海塞纳省，该省份为法国北部沿海省份，其西部及北部濒大西洋英吉利海峡，东起顺时针与索姆省、瓦兹省、厄尔省和卡爾瓦多斯省接壤。
与冈库尔-圣艾蒂安接壤的市镇（或旧市镇、城区）包括：巴藏库尔、圣康坦德普雷、维莱韦尔蒙、屈圣菲亚克尔、布赖地区当皮埃尔、杜多维尔、莫拉尼。

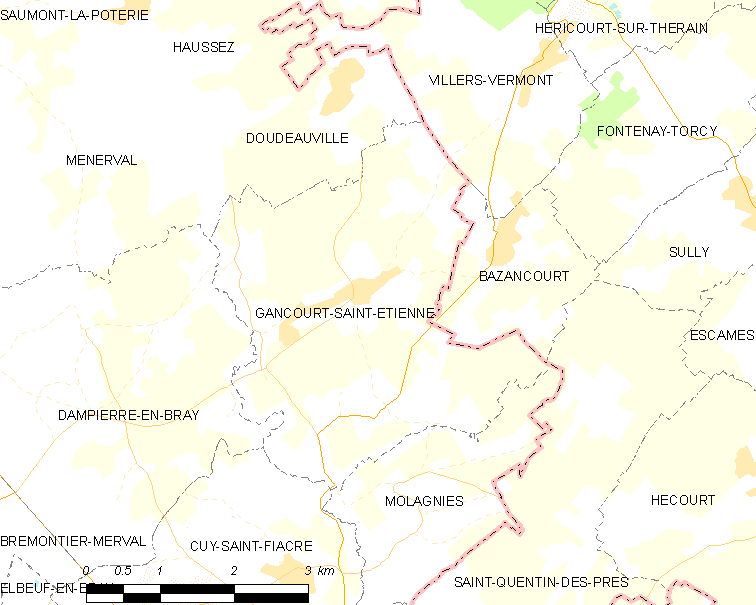
冈库尔-圣艾蒂安的OSM定位图

冈库尔-圣艾蒂安的时区为UTC+01:00、UTC+02:00（夏令时）。

## 行政
冈库尔-圣艾蒂安的邮政编码为76220，INSEE市镇编码为76297。

## 政治
冈库尔-圣艾蒂安所属的省级选区为布赖地区古尔奈县。

## 人口

1962-2008年间冈库尔-圣艾蒂安人口变化图示

冈库尔-圣艾蒂安于2022年1月1日时的人口数量为226人。